# Obština Botevgrad
Obština Botevgrad (bulharsky Община Ботевград) je bulharská jednotka územní samosprávy v Sofijské oblasti. Leží v západním Bulharsku, na předělu mezi pohořími Stara planina na jihu a Předbalkán na severu. Správním střediskem je město Botevgrad, kromě něj zahrnuje obština 12 vesnic. Žije zde necelých 30 tisíc stálých obyvatel.

## Sídla
- Botevgrad[p 1] (sídlo správy)
- Boženica
- Elov Dol
- Gurkovo[p 2]
- Kraevo
- Lipnica
- Litakovo[p 2]
- Novačene[p 2]
- Radotina[p 2]
- Raškovo
- Skravena[p 2]
- Trudovec[p 2]
- Vračeš[p 2]

## Sousední obštiny
| Růžice kompasu |                  | Mezdra            | Roman    | Růžice kompasu |
| Růžice kompasu | Svoge            | Sever             | Pravec   | Růžice kompasu |
| Růžice kompasu | Svoge            | Obština Botevgrad | Pravec   | Růžice kompasu |
| Růžice kompasu | Svoge            | Jih               | Pravec   | Růžice kompasu |
| Růžice kompasu | Sofie Elin Pelin | Gorna Malina      | Etropole | Růžice kompasu |

## Obyvatelstvo
V obštině žije 29 923 stálých obyvatel a včetně přechodně hlášených obyvatel 35 095. Podle sčítáni 1. února 2011 bylo národnostní složení následující:
- Bulhaři: 27 503 (90.1 %)
- Romové: 2 843 (9.3 %)
- Turci: 23 (0.1 %)
- ostatní: 166 (0.5 %)